# Juan Díaz Sierra
Juan Díaz Sierra fue un sacerdote jesuita español nacido en Cádiz en 1602 y fallecido en Quito en 1662. Misionero, publicó en latín la obra De vita spirituali praefecta instituenda compendium, ex operibus P. Joannis Álvarez de la Paz.
- Datos: Q5949204